# Station Jokkmokk
Station Jokkmokk is een spoorwegstation in de Zweedse plaats Jokkmokk. Het station is geopend in 1936 en ligt aan de Inlandsbanan.

## Verbindingen
| Serie | Treinsoort | Route                                                              | Bijzonderheden                                                           |
| ----- | ---------- | ------------------------------------------------------------------ | ------------------------------------------------------------------------ |
| 38    | Stoptrein  | Gällivare – Jokkmokk – Arvidsjaur – Storuman – Dorotea – Östersund | Rijdt alleen in de zomermaanden. Stopt op veel haltes alleen op verzoek. |